# دقيقة واحدة (اختلال ضال)
«دقيقة واحدة» (بالإنجليزية: One Minute)‏ هي الحلقة السابعة للموسم الثالث من مسلسل إيه إم سي التلفزيوني الدرامي اختلال ضال. كتبها توماس شنوز وأخرجها ميشيل ماكلارين، تم بثها على إيه إم سي في 2 مايو 2010.

## وصلات خارجية
- «دقيقة واحدة» على إيه إم سي (بالإنجليزية)
- «دقيقة واحدة» على قاعدة بيانات الأفلام على الإنترنت (بالإنجليزية)